# Jean Hulot
Pour les articles homonymes, voir Hulot.
Jean Hulot, né le 21 janvier 1871 à Paris et mort le 7 janvier 1959 dans la même ville, est un architecte français. 

## Biographie
Il est élève de Marcel Lambert à l'école nationale supérieure des beaux-arts de Paris  et obtient le 1er grand prix en architecture. Il est récompensé du prix de Rome en 1901. 
Il est l'auteur des relevés et restaurations de Sélinonte, publiés en 1910 dans le volume Sélinonte. Colonie dorienne en Sicile. La Ville, l’Acropole et les Temples en collaboration avec Gustave Fougères.
En 1925, il réalise le monument aux médaillés militaires à l'Hôtel des Invalides à Paris.